# AAAWシングル王座
AAAWシングル王座（スリーエー・ダブリュー・シングルおうざ）は、Marvelousが管理、認定している王座。「AAAW」は「All Asia Athlete Women's」の略。

## 歴史
1996年11月1日、GAEA JAPANがシンガポール遠征の際、現地の日本人会からチャンピオンベルトを寄贈されたことでAAAWヘビー級王座を創設。11月2日、GAEAシンガポール・インドア・スタジアム大会で行われた初代王座決定戦に勝利した長与千種が初代王者になった。
1998年7月、体重別階級廃止により、王座名をAAAWシングル王座に変更。
2005年4月10日、GAEAの解散により封印。
2021年3月11日、王座が復活することを発表。6月13日、大田区総合体育館で開催されたGAEA JAPAN旗揚げ25周年記念興行「GAEAISM」でMarvelous（桃野美桜、門倉凛、星月芽依）、センダイガールズプロレスリング（DASH・チサコ、橋本千紘、岩田美香）によるAAAW王座全権争奪イリミネーションマッチが行われて最後は橋本と桃野の一騎打ちとなり、橋本が勝利してセンダイガールズが勝利してAAAW王座全権を獲得。
2022年1月10日、Marvelous後楽園ホール大会でMarvelousの彩羽匠、センダイガールズの橋本によるAAAW王座全権争奪マッチが行われて彩羽が勝利してMarvelousがAAAW王座全権を獲得して橋本が第14代王者、彩羽が第15代王者になった。

## 歴代王者

### AAAWヘビー級王座
| 歴代  | 選手       | 戴冠回数 | 防衛回数 | 獲得日付      | 獲得場所 （対戦相手・その他）                 |
| ----- | ---------- | -------- | -------- | ------------- | --------------------------------------------- |
| 初代  | 長与千種   | 1        | 1        | 1996年11月2日 | シンガポール・インドア・スタジアム デビル雅美 |
| 第2代 | デビル雅美 | 1        | 1        | 1997年9月20日 | 川崎市体育館                                  |

### AAAWシングル王座
| 歴代   | 選手             | 戴冠回数 | 防衛回数 | 獲得日付       | 獲得場所 （対戦相手・その他）              |
| ------ | ---------------- | -------- | -------- | -------------- | ------------------------------------------ |
| 第3代  | 長与千種         | 2        | 1        | 1998年8月23日  | 川崎市体育館                               |
| 第4代  | アジャコング     | 1        | 3        | 1999年5月18日  | 後楽園ホール                               |
| 第5代  | 尾崎魔弓         | 1        | 1        | 2001年1月14日  | 後楽園ホール                               |
| 第6代  | アジャコング     | 2        | 0        | 2001年10月28日 | 名古屋国際会議場イベントホール             |
| 第7代  | 里村明衣子       | 1        | 1        | 2001年12月12日 | 川崎市体育館                               |
| 第8代  | 永島千佳世       | 1        | 0        | 2002年6月2日   | 後楽園ホール                               |
| 第9代  | 豊田真奈美       | 1        | 2        | 2002年10月20日 | 横浜文化体育館                             |
| 第10代 | ダイナマイト関西 | 1        | 0        | 2003年11月30日 | 後楽園ホール                               |
| 第11代 | 浜田文子         | 1        | 1        | 2004年1月11日  | 後楽園ホール                               |
| 第12代 | 里村明衣子       | 2        | 1        | 2004年4月30日  | 国立代々木競技場第二体育館                 |
| 第13代 | アジャコング     | 3        | 0        | 2005年4月3日   | 横浜文化体育館 2005年4月10日封印           |
| 第14代 | 橋本千紘         | 1        | 0        | 2022年1月10日  | 後楽園ホール 彩羽匠                        |
| 第15代 | 彩羽匠           | 1        | 1        | 2022年1月10日  | 後楽園ホール 2022年11月4日に負傷のため返上 |
| 第16代 | 永島千佳世       | 2        | 2        | 2022年12月4日  | 後楽園ホール 桃野美桜                      |
| 第17代 | 桃野美桜         | 1        | 0        | 2023年5月3日   | 後楽園ホール                               |
| 第18代 | 尾崎魔弓         | 2        | 2        | 2023年8月7日   | 後楽園ホール                               |
| 第19代 | 彩羽匠           | 2        | 2        | 2024年8月8日   | 後楽園ホール                               |